# 吉多·格拉博
吉多·格拉博（德語：Guido Grabow，1959年10月7日—），德国男子赛艇运动员。他曾代表西德参加1984年和1988年夏季奥林匹克运动会赛艇比赛，其中1988年奥运会获得一枚铜牌。